# Elaine Hammerstein
Elaine Hammerstein (Filadelfia, 16 giugno 1897 – Tijuana, 13 agosto 1948) è stata un'attrice statunitense.

## Biografia
Figlia del produttore teatrale Arthur Hammerstein, fu dal padre introdotta nel teatro già nel 1913 con il musical High Jinks e poi con la commedia The Trap. Dal 1915 si dedicò al cinema, interpretando fino al 1926 45 film, in parte perduti.
Già sposata con il regista Alan Crosland, divorziò per unirsi all'assicuratore James Kays, insieme al quale morì in un incidente d’auto a Tijuana, nel Messico, nel 1948. Furono sepolti nel Calvary Cemetery di Los Angeles.

## Filmografia parziale
- The Moonstone, regia di Frank Hall Crane (1915)
- Beatrice Fairfax, regia di Leopold Wharton, Theodore Wharton - serial (1916)
- The Argyle Case, regia di Ralph Ince (1917)
- The Silent Master, regia di Léonce Perret (1917)
- The Mad Lover, regia di Léonce Perret (1917)
- La stella della taverna nera (Her Man), regia di John Ince e Ralph Ince
- The Country Cousin, regia di Alan Crosland (1919)
- The Shadow of Rosalie Byrnes, regia di George Archainbaud (1920)
- The Miracle of Manhattan, regia di George Archainbaud (1921)
- Handcuffs or Kisses, regia di George Archainbaud (1921)
- The Woman Game, regia di William P.S. Earle (1920)
- Il segreto della segretaria (The Pleasure Seekers), regia di George Archainbaud (1920)
- Remorseless Love, regia di Ralph Ince (1921)
- The Way of a Maid, regia di William P.S. Earle (1921)
- The Girl from Nowhere, regia di George Archainbaud (1921)
- La signorina divorziata (Why Announce Your Marriage?), regia di Alan Crosland (1922)
- Evidence, regia di George Archainbaud (1922)
- Una settimana d'amore (One Week of Love), regia di George Archainbaud (1922)
- Broadway Gold, regia di J. Gordon Cooper, Edward Dillon (1923)
- The Midnight Express, regia di George W. Hill (1924)
- The Unwritten Law, regia di Edward J. LeSaint (1925)
- Ladies of Leisure, regia di Tom Buckingham (1925)
- Paint and Powder, regia di Hunt Stromberg (1925)